# Slaget ved Trafalgar
Slaget ved Trafalgar var et søslag i den tredje koalitionskrig under Napoleonskrigene.
1803-05 ledede Horatio Nelson blokaden af den franske flåde i Toulons havn; 21. oktober 1805 tvang han den fransk-spanske flåde til kamp ved Kap Trafalgar sydvest for Spanien.
Hans kampordre til skibscheferne og mandskabet er berømt: "England expects that every man will do his duty" (England forventer, at hver mand vil gøre sin pligt).
Franskmændene havde planlagt en invasion af England og samlet en invasionsstyrke på 150.000 mand ved Boulogne.
Den franske viceadmiral Pierre Charles de Villeneuve sejlede på kejser Napoleons befaling ud fra Cadiz for at bryde den britiske blokade. Villeneuve og Nelson mødtes dagen efter de østrigske hovedstyrkers kapitulation ved Ulm. 
Briterne sejrede med 26 linjeskibe mod 33 fransk-spanske. Admiral Horatio Nelson blev skudt og døde af sine sår kort efter sejren. Den fransk-spanske flåde mistede 20 skibe, som enten blev erobret eller sænket. (Blandt dem det spanske flagskib, ''Santissima Trinidad'' med 116 kanoner og omkring 1.000 mand. Det eneste firedæks skib som var bygget).
Briterne mistede ikke et eneste krigsskib.
Briternes tab var 449 døde og 1241 sårede; de fransk-spanske tab var 4408 døde og 2545 sårede.
Nelsons sejr medførte, at Napoleons planlagte invasion af England blev umulig og englændernes dominans på verdenshavene blev nærmest total.
36°15′N 6°12′V / 36.25°N 6.2°V